# Edmond Frézouls
Edmond Frézouls, né le 17 mai 1925 à Condé-sur-l'Escaut et mort le 13 mai 1995 à Strasbourg, est un historien qui a enseigné l'histoire romaine à l'Université de Strasbourg II.